# Belonogaster brunnescens
Belonogaster brunnescens är en getingart som beskrevs av Richards 1982. Belonogaster brunnescens ingår i släktet Belonogaster och familjen getingar. Inga underarter finns listade.